# Flugplatz Cheb

i8
i11
i13
Der Flugplatz Cheb (deutsch: Eger) (ICAO-Code: LKCB) ist ein Verkehrsflugplatz in Tschechien. Der 1918 eingerichtete älteste Flugplatz Tschechiens wurde 2010 für Inlandsflüge wiedereröffnet.

## Geschichte
Der erste Flugplatz Eger / Cheb wurde im Jahre 1916–1917 von der Stadt Eger auf Grund einer Vereinbarung mit der österreichisch-ungarischen Armee angelegt. Mit Planung und Umsetzung wurde nach Beschluss des Egerer Stadtrats der Architekt und Baumeister Pascher betraut. Ab 1. Juli 1917 war die „Fliegeretappenkompanie Nr. 16“ (Flek 16) der k.u.k. Luftfahrtruppen hier stationiert. Am 1. Oktober 1938, dem Tag nach der Unterzeichnung des Münchner Abkommens, wurde Eger von deutschen Truppen besetzt. Im Zweiten Weltkrieg wurden in unmittelbarer Nähe des Flugplatzes die Eger Flugzeugwerke GmbH errichtet, ein Großbetrieb, in dem für die Luftwaffe Teile der Heinkel He 111, He 177, He 219 und Messerschmitt Me 262 hergestellt und instand gesetzt wurden. Gegen Ende des Krieges wurden der Flugplatz und die Flugzeugwerke durch amerikanische Bombenangriffe zerstört und schließlich von US-amerikanischen Soldaten besetzt.

## Ausrüstung
Der Flugplatz hat eine 1000 Meter lange und 25 Meter breite Grasbahn in der Ausrichtung 05/23. Diese befindet sich südöstlich parallel zur stillgelegten 1400 Meter langen Betonbahn. Am Platz befindet sich ein Drehfunkfeuer mit Entfernungsmessausstattung (VOR/DME, Kennung „OKG“). Der Flugplatz wurde am 19. August 2010 als Flugplatz für VFR-Inlandsflugverkehr freigegeben. Die Betonbahn wird instand gesetzt.